# Nowa Kuźnica
Nowa Kuźnica – wieś w Polsce położona w województwie śląskim, w powiecie myszkowskim, w gminie Koziegłowy.
W latach 1975–1998 miejscowość należała administracyjnie do województwa częstochowskiego.